# Tweede Concilie van Orange
Het Tweede Concilie van Orange (of Tweede Synode van Oranje) vond plaats op 3 juli 529 in Orange, toen een deel van het Ostrogotische Rijk. Voor deze gelegenheid werd een nieuwe kerk gebouwd, ingewijd door de patriciër Liberius van Narbonensis-Gallië. Het werd bijgewoond door veertien bisschoppen onder het voorzitterschap van Caesarius van Arles.  Het concilie bevestigde voor een groot deel de theologie van Augustinus van Hippo en zette zich af tegen de doctrine van het semi-Pelagianisme.

## Achtergrond
De Pelagiaanse theologie werd veroordeeld in 418 op het Concilie van Carthago en deze veroordelingen werden op het Concilie van Efeze (431) geratificeerd. Daarna werd een meer gematigde vorm van het Pelagianisme aangenomen, die beweerde dat het geloof van de mens, een daad is van de vrije wil zonder hulp van de Goddelijke genade.

## Conclusies van het Concilie
De bepaling van de Raad zou kunnen worden beschouwd als "semi-Augustijns".  Deze definieerde dat geloof, hoewel een vrije daad, in oorsprong het resultaat is van de Goddelijke genade, die de menselijke geest verlicht en het geloof mogelijk maakt.  De Raad verwierp expliciet de dubbele predestinatie (God heeft vooraf bepaald wie zalig wordt, maar ook wie niet zalig wordt): "We geloven niet alleen dat God, geen mensen kan  voorbestemmen voor het kwaad, maar veroordelen ook, met volslagen afschuw, dat als er mensen zijn die dit willen geloven, zullen worden geëxcommuniceerd (anathema)". Het document verbindt de Goddelijke genade met de doop, wat in die tijd, niet controversieel was. Het werd door de Paus bevestigd.

## Gevolgen
De Canons van het  Tweede Concilie zullen later een rol spelen bij de interpretatie van de leer van Augustinus door de Westerse kerk. Het protestantisme beschouwt het Tweede Concilie van Orange als een oecumenisch concilie en zal in de lutherse en calvinistische opvattingen bekendstaan als sola gratia, sola fide en Solus Christus, de leer van de erfzonde en de totale verdorvenheid.